# Giustizia è fatta (film 1957)
Giustizia è fatta (Bugsy and Mugsy) è un cortometraggio del 1957 diretto da Friz Freleng. È un film animato della serie Looney Tunes, prodotto dalla Warner Bros. e uscito negli Stati Uniti il 31 agosto 1957. I protagonisti del cartone animato sono Bugs Bunny e Rocky e Mugsy.

## Trama
Bugs Bunny si è trasferito in una casa abbandonata a causa delle forti piogge, situandosi sotto il pavimento. All'improvviso sente le sirene della polizia, seguite da un'auto che frena. Rocky e Mugsy, che hanno commesso un furto di gioielli, irrompono nella nuova casa di Bugs insieme alla loro refurtiva. Poco dopo Bugs si rende conto di cosa hanno fatto Rocky e Mugsy e decide di insegnare loro che il crimine non paga. Il coniglio fa quindi diversi scherzi a Rocky e fa in modo che questi incolpi Mugsy dell'accaduto. Alla fine arriva la polizia e arresta i criminali, che iniziano a litigare all'interno della volante. Viene rivelato che Bugs ha svelato il loro nascondiglio mettendo un'insegna luminosa con scritto "il rifugio di Rocky".